# Louis von Reichenbach
Louis von Reichenbach – Regierungsassessor w Koszalinie, powołany na stanowisko landrata powiatu raciborskiego, które piastował w latach 1841–42.